# Peraceae
Peraceae — родина квіткових рослин ряду евдикотових Malpighiales. Родина була відокремлена від Euphorbiaceae Йоганном Фрідріхом Клоцшем у 1859 році, і її унікальність була підтверджена Королівським ботанічним садом, експертом Кью з Euphorbiaceae Ейрі Шоу.
Родина прийнята в APG IV (2016), але не була визнана в попередній групі філогенії покритонасінних рослин III, яка вважала, що визнання родини може бути необхідним для монофілетичних Euphorbiaceae, але заявила, що офіційне визнання очікує додаткових молекулярних і морфологічних досліджень.
Родина включає 127 видів у п’яти родах: Chaetocarpus, Clutia, Pera, Pogonophora, Trigonopleura, на основі молекулярних і морфологічних характеристик.